# Esófago de Barrett
El esófago de Barrett, también llamado síndrome de Barrett o metaplasia de Barrett, es una condición adquirida del esófago en la cual el recubrimiento normal de la porción terminal del esófago (epitelio escamoso estratificado) es reemplazado por uno metaplásico (epitelio cilíndrico). La causa se asocia a la exposición de la mucosa del esófago al ácido y a la bilis producto de un reflujo gastroesofágico crónico. Se considera un trastorno premaligno, por estar asociado a un cierto riesgo de cáncer del esófago, aunque los enfermos bajo control endoscópico y tratamiento adecuado pueden minimizar ese riesgo.

## Etimología
La condición fue descrita por Phillip Rowland Allison en 1948. El término, esófago o síndrome de Barrett, recibe el nombre por el Dr. Norman Barrett (1903-1979), cirujano británico nacido en Australia que describió el trastorno en 1957.

## Etiología
La principal causa de esófago de Barrett es la Enfermedad por reflujo gastroesofágico (ERGE), la que permite que el contenido del estómago dañe las células que envuelven la superficie del esófago inferior. Sin embargo, no todos los pacientes con ERGE desarrollan un esófago de Barrett. No se ha podido predecir con certeza cuales de los pacientes con pirosis llegará a tener un esófago de Barrett. A pesar de que no hay una relación entre la gravedad de la acidez y la aparición del esófago de Barrett, hay una relación directa entre la pirosis crónica y el desarrollo de un esófago de Barrett. Más aún, algunos pacientes con la metaplasia de Barrett no sufren de agruras o ardores estomacal o esofágico en absoluto. En algunos raros casos, el daño al esófago puede ser causado al ingerir sustancias corrosivas como la lejía.

## Epidemiología
La incidencia en los Estados Unidos entre hombres caucásicos es ocho veces el porcentaje entre mujeres caucasianas y cinco veces el del los hombres africanos. Varios estudios han estimado la prevalencia del esófago de Barrett entre la población normal en un 1,6 %, 1,3 %, y 3,6 %.

## Cuadro clínico
El cambio de células normales a unas pre-malignas, indicativo de un esófago de Barrett, no es causa de algún síntoma en particular. Sin embargo, algunos signos de alarma deben ser tomados en consideración:
- Acidez estomacal frecuente y de larga duración.
- Dificultad para tragar (disfagia).
- Regurgitación sangrienta (hematemesis).
- Dolor retroesternal, en el punto en que el estómago y el esófago se unen.
- Pérdida de peso por razón de la dificultad en comer.

## Anatomía patológica
El esófago de Barrett se caracteriza por la presencia de epitelio cilíndrico en la superficie del esófago inferior, reemplazando el característico epitelio escamoso —un cambio ejemplar de una metaplasia—. El epitelio cilíndrico esta más calificado para tolerar la acción de las secreciones gástricas, sin embargo, esta metaplasia confiere un aumentado riesgo de adenocarcinoma.
Las células cilíndricas metaplásicas pueden ser de dos tipos: gástricas —similares a las células estomacales— lo que técnicamente no constituye un esófago de Barrett o células colónicas —similares a las células intestinales—, llamada metaplasia intestinal o enteroide, que constituye la metaplasia de Barrett propiamente dicha. Una biopsia del área afectada comúnmente contendrá una mezcla de las dos células. La metaplasia tipo colónica es el tipo de metaplasia asociado al aumentado riesgo de malignidad en personas genéticamente susceptibles. 
La metaplasia en el esófago de Barrett es visible grosso modo por medio de un endoscopio, pero las muestras de biopsia deberían ser examinadas bajo un microscopio para determinar si las células constituyentes son de naturaleza gástrica o colónica. La metaplasia colónica se identifica en especial por la presencia de células globulares en el epitelio y su presencia es necesaria para el verdadero diagnóstico de Barrett.
Existen variadas mímicas histológicas del esófago de Barrett, por ejemplo, las células globulares que forman parte del epitelio de transición de los ductos glandulares de la submucosa esofágica normal o las células pseudo-globulares en las que las células tipo mucina del estómago estimulan la aparición de verdaderas células globulares. La revisión de una sospecha de células globulares con glándulas circundantes del tejido estudiado es necesaria para descartar que sean células asociadas a glándulas de la submucosa o efectivamente células globulares de una metaplasia cilíndrica de Barrett. Ocasionalmente el uso de tinciones histoquímicas, como el azul de Alcian de pH de 2,5, ayudan a distinguir las células de mucina intestinal y otras mímicas celulares. Recientemente, el análisis inmunohistoquímico con anticuerpos en contra de componentes específicos sobre las células de derivación intestinal —como la proteína CDX-2— se han usado para identificar a las células metaplásicas verdaderamente intestinales.

## Manejo y tratamiento
Las recomendaciones actuales incluyen endoscopia y biopsias de rutina (en busca de cambios displásicos) anualmente, mientras que la enfermedad causante es controlada con inhibidores de la bomba de protones (IBP), en conjunto con otras medidas que eviten el reflujo. Los IBP no han probado prevenir el cáncer esofágico. Tratamientos con láser se han usado en displasias severas, y pueden requerir cirugía, radioterapia, o quimioterapia. Actualmente no hay manera de saber qué pacientes con esófago de Barrett desarrollarán cáncer esofágico, pero hay estudios que encontraron tres mutaciones genéticas asociadas con un riesgo de hasta 79 % de desarrollar cáncer en 6 años.

## Pronóstico

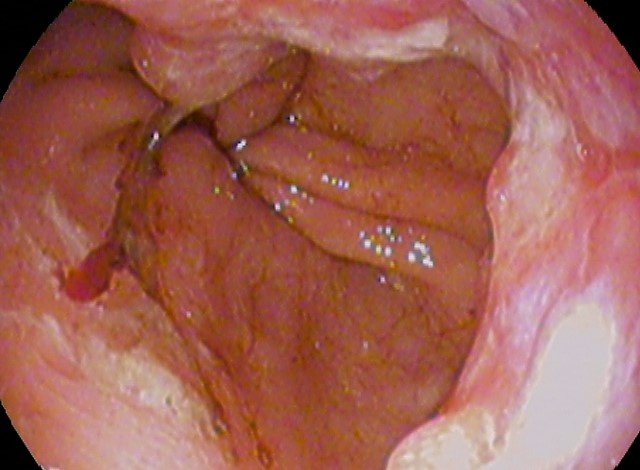
El riesgo de desarrollar adenocarcinoma (en la imagen) en personas con esófago de Barrett se estima en 6-7 casos por cada 1.000 habitantes por año.

El esófago de Barrett sólo es una condición premaligna. Su secuela maligna, el adenocarcinoma esofágico, tiene una mortalidad de sobre el 85 %. El riesgo de desarrollar cáncer de esófago en personas con esófago de Barrett se ha estimado en 5 por mil personas por año, sin embargo, un estudio de cohortes de 11 028 pacientes de Dinamarca publicó en 2011 una incidencia de 1,2 por mil personas por año (5,1 en pacientes con displasia, 1,0 en pacientes sin displasia). Los pacientes con cáncer esofágico suelen tener una sobrevida menor a un año.
Se ha visto que el riesgo de progresar a displasia de alto grado y cáncer esofágico en pacientes con esófago de Barrett que son fumadores es mayor con respecto a aquellos que nunca han fumado.
Un estudio publicado en mayo de 2013, por la revista Science Traslational Medicine demuestra la utilidad de tintes celulares para detectar de manera precoz, tumores malignos en pacientes con esófago de Barrett.